# Nason
Nason és una població dels Estats Units a l'estat d'Illinois. Segons el cens del 2000 tenia 234 habitants.

## Demografia
Segons el cens del 2000, Nason tenia 234 habitants, 101 habitatges, i 64 famílies. La densitat de població era de 100,4 habitants/km².
Dels 101 habitatges en un 21,8% hi vivien nens de menys de 18 anys, en un 54,5% hi vivien parelles casades, en un 5,9% dones solteres, i en un 36,6% no eren unitats familiars. En el 28,7% dels habitatges hi vivien persones soles el 10,9% de les quals corresponia a persones de 65 anys o més que vivien soles. El nombre mitjà de persones vivint en cada habitatge era de 2,32 i el nombre mitjà de persones que vivien en cada família era de 2,83.
Per edats la població es repartia de la següent manera: un 16,7% tenia menys de 18 anys, un 9,8% entre 18 i 24, un 29,1% entre 25 i 44, un 27,8% de 45 a 60 i un 16,7% 65 anys o més.
L'edat mediana era de 40 anys. Per cada 100 dones de 18 o més anys hi havia 114,3 homes.
La renda mediana per habitatge era de 33.125 $ i la renda mediana per família de 34.375 $. Els homes tenien una renda mediana de 35.313 $ mentre que les dones 17.500 $. La renda per capita de la població era de 15.866 $. Cap de les famílies i el 4,6% de la població estaven per davall del llindar de pobresa.

## Poblacions més properes
El següent diagrama mostra les poblacions més properes.